# ألبرت مانتيكا
ألبرت مانتيكا (بالإسبانية: Albert Manteca) هو لاعب كرة قدم إسباني في مركز الهجوم، ولد في 10 يونيو 1988 في بيجاس في إسبانيا. لعب مع سيلتا فيغو ب وسيلتا فيغو ونادي سان أندرو ونادي سانت بولتن.

## وصلات خارجية
- ألبرت مانتيكا على موقع قاعدة بيانات كرة القدم.إي يو (الإنجليزية)
- ألبرت مانتيكا على موقع Soccerway.com (الإنجليزية)
- ألبرت مانتيكا على موقع عالم كرة القدم.نت (الإنجليزية)